# قوات الدفاع الجنوب إفريقية
قوات الدفاع الجنوب أفريقية هي القوات المسلحة لجنوب أفريقيا والتي كانت تسمى في الفترة التي عملت فيها باسم اتحاد جنوب أفريقيا. شاركت بعدة حروب من أبرزها حرب الحدود الجنوب أفريقية والحرب الأهلية الأنغولية. تحولت قوات الدفاع الجنوب أفريقية بعد نهاية نظام الفصل العنصري إلى القوات الدفاعية الوطنية الجنوب أفريقية.